# Wildemania
Wildemania, je rod crvenih algi iz porodice Bangiaceae.
Tipična vrsta je W. amplissima, opisana još 1883. kao Diploderma amplissimum Kjellman 1883, a otkrivena na sjeveru Norveške (Maasö)

## Popis vrsta
1. Wildemania abyssicola (Kjellman) Mols-Mortensen & J.Brodie
2. Wildemania amplissima (Kjellman) Foslie
3. Wildemania miniata (C.Agardh) Foslie
4. Wildemania norrisii (V.Krishnamurthy) S.C.Lindstrom
5. Wildemania occidentalis (Setchell & Hus)S.C.Lindstrom
6. Wildemania schizophylla (Hollenberg) S.C.Lindstrom
7. Wildemania tenuissima (Strömfelt) De Toni
8. Wildemania variegata De Toni